# Ископавање злата на Аљасци
Експлоатација злата на Аљасци била је главна индустријска делатност која је подстакла истраживање и насељавање ове територије, свега неколико година након што су је Сједињене Државе откупиле од Русије. Руски истраживачи открили су 1848. године злато у реци Кинај, али злато није произведено. Ископавање злата започело је 1870. године из плацева југоисточно од Џуна, Аљаска.
Злато је пронађено и минирано широм Аљаске; осим у огромним мочварама Иукон Флет (енгл. Yukon Flats) и дуж Северне падине између низова потока и Бофоровог мора. Подручја близу Фербанкса, Џуна и Ноума заслужна  су за већину историјске и сву актуелну производњу злата на Аљасци. Скоро сви велики и многи од мањих рудника злата који тренутно послују у САД налазе се на Аљасци. Шест модерних великих рудника тврдог камења раде на Аљасци у 2008. години; четири су рудници за производњу злата (додатни рудник злата обуставио производњу крајем 2007). Постоје и неке мање ваге за вађење злата. Аљаска тренутно производи више злата (у 2015. години: 873.984 тројачке озе из рудника тешких стена и 74.360 тројачких оз (петогодишњи просек) из лежишта) од било које државе, осим Неваде. У 2015. години злато у вредности 1,01 милијарди долара чинило је 37% рудног богатства произведеног на Аљасци. Цинк и олово, углавном из рудника Црвени пас, чинили су 53%; сребро, углавном из рудника Гринс Крик, чинило је 8,5%; а угаљ је износио 1,5%. Аљаска је произвела 40,3 милиона трио унци злата од 1880. до краја 2007.

## Активни рудници
Следе активни рудници за производњу злата и напредни пројекти за истраживање или развој.

#### Рудници Лод (хард рок) (енгл. Lode(hard rock) mines)
- Рудник Форт Кнокс (енгл. Fort Knox mine) налази се у округу Фербанкс Норт Стар (енг. Fairbanks North Star Borough), североисточно од Фаирбанкса. Рудник се налази првенствено на савезној држави Аљаска и на земаљским трупама за ментално здравље. Рудник је у стопостотном власништву Кинрос Голд Копорејшн (енгл. Kinross Gold Corporation). Рудник је отворен 1996. и у 2015. произвео је злата. Форт Кнокс (енгл. Fort Knox mine) је операција на отвореном, која употребљава процесе угљеног каша, гомиле и гравитационе процесе да би се злато повратило. На крају 2015. биле су резерве од 162,4 милиона тона, 0,012 унца злата по тони (0,37 г / т), довољне за спровођење плана мина у 2020. години, у оквиру укупног идентификованог ресурса од 284,4 милиона тона, 0,013 унце по тони (0,40 г / т), који садржи злата. Укупна запосленост у Форт Кноксу (енгл. Fort Knox mine) за 2015. била је 657 радних места у еквиваленту са пуним радним временом.
- Подземни рудник злата Пого (енгл. Pogo gold mine) је у власништву и управља компанија Норт Стар Ризурсис Лимитед (енгл. Northern Star Resources Limited), на земљишту у власништву државе Аљаска североисточно од Делта Џанкшон (енгл. Delta Junction) у округу Годпастер (енг.Goodpaster) . У 2018. години произвео је злата из наслаганих плитких кварцних вена до. Пого (енгл. Pogo gold mine) је имао 640 запослених на лицу места у 2018. години.[7]
- Подземни рудник злата Кензингтен (енг. Kensington gold mine), чији је власник Кор Мајнинг (енг. Coeur Mining), налази се на 45 ваздушних миља северно од Џуноа (енг. Juneau) и 56 км јужно од Хаинеса (енг. Haines), који се налази у рударском округу Бернерс Баи (енгл. Berners Bay mining). Приступ руднику је ваздушно или морем. Рудно лежиште се састоји од више мезотермалних кварцних, карбонатних и пиритних вена, те дискретних кварцно-пиритних вена које су смештене у кредном диориту. Руда се прерађује у флотацијском млину који ствара концентрат који носи злато. У 2015. 4,008.1 kg злата произведено је из 21,829 тона концентрата који су испоручени у рафинерију ван локације. Доказана и вероватна резерва из децембра 2015. године износила је 2,8 милиона тона руде, при 0,198 унци злата по тони (6,16 г / т), уз 17,000 kg злата садржаног у укупном идентификованом ресору, укључујући Проверену и вероватну резерву, од 6,7 милиона тона, уз 0,263 унце злата по тони (8,18 г / т). У Кенсингтону су крајем 2015. била 332 еквивалентна сталног радног времена.
- Рудник Грин Крик (енгл. Greens Creek mine) је сребра олова и цинка у власништву и којим управља Хекла Мајнинг (енгл. Hecla Mining), а налази се на приватном и савезном земљишту у рударском округу Адмиралти (енгл. Admiralty mining district), 29 km југозападно од Џуно (енгл. Juneau) . Депозит Греинс Крика је полиметално, стратиформно, вулканогено масивно-сулфидно лежиште које је отворено 1989. године. У 2019. години Гринс Крик је произвео 1,761 kg злата. Рудник је такође произвео 307,617 kg сребра, 56.805 тона цинка и 20.112 тона олова. На дан 31. децембра 2019. Хецла (енгл. Heclа) је пријавила доказану и вероватну резерву од 10,72 милиона тона руде на 12,2 унче сребра по тони, 2,80 г / т (0,09 оз / т) злата, 2,8 одсто олова и 7,3 одсто цинка. Процењена и измерена минерална сировина била је 8,645 милиона тона сребра по тони, 0,1 унцу злата по тони, 2,8 одсто олова и 8,1 одсто цинка. У 2017. години било је локалних 414 запослених који су били еквивалентни директном пуном радном времену, за укупно 975 запослених који су директни, индиректни и индуковани.[8][9]

##### Напредни пројекти за откривање тврдог камења који носе злато
- Пројект Донлин Голд (енг. Donlin Gold), у златном појасу Кускоквим (енгл. Kuskokwim Gold Belt), садржи доказану и вероватну резерву од 33,8 милиона унци на нивоу 2,09 г / т (коришћењем цене злата од 975 УСД / оз), у оквиру измереног и назначеног ресурса од 39 милиона унци злата при 2,03 г / т[10]. Донлин (енгл. Donlin) је једно од највећих познатих неразвијених лежишта злата на свету[11]. Ако буде развијен према плановима објављеним у пролеће 2009. то ће бити један од највећих рудника злата на свету. Велика и робусна серија вештачких прагова и насипа домаћин је злата у комбинацији са мањим кварцним (и мањим кварцним и / или карбонатним) веинлетима. На праговима се убацује густа секвенца (5000+ стопа) од не-метаморфозираних, пресавијених, сивоглавих, пешчењака и шкриљаца. Депозит се дешава на приватном земљишту у власништву матичних корпорација Калиста Копрејшн (енг. Calista Corporation) и Кусквом Кроп. Донлин Крик ЕЛЕЛСИ (енгл. The Kuskokwim Corp. Donlin Creek LLC), у једнаком власништву Барик Голда (енг. Barrick Gold) и НоваГолд Ризорс (енг. NovaGold Resources), има закуп на земљишту и управља пројектом. Очекује се да ће Донлин Голд (енгл. Donlin Gold) бити конвенционална операција на отвореном, са камионима и лопатама. Очекује се да ће се производња одвијати током 27 година.[12]
- Пебл Капер (енг. Pebble Copper) откривен средином осамдесетих, једно је од највећих познатих лежишта бакра и злата од порфира у свету. Налази се на земљишту у власништву државе Аљаске. Депозит садржи измерене + назначене + закључене ресурсе од 72 милијарде фунти бакра, 94 милиона унци злата и 4,8 милијарди фунти молибдена, у року од 9,1 милијарди тона руде.
- Рудник Никон Форк у рударском округу МГра (енгл. Nixon Fork mine in the McGrath Mining District). Први пут искоришћен 1907, ова подземна операција користи висококвалитетна рудна тела од златне скарне уз контакте између креде гранитоида и метаморфозираних палеозојских седимената. Рудник се, након деценија неактивности, вратио у производњу неколико година средином 1990-их, и поново у 2006. и 2007. години, када је дошло до значајне разлике између стварних и предвиђених висина главе. Ажурирана евалуација ресурса чека на даљњи рад.[13][14]
- Ниблак проспект (енг.Niblack prospect), ВИЕМСИ лежиште цинка - бакра - сребра - злата на југоисточном острву Принц од Велса (енг. Prince of Wales Island), у рударском округу Кечикан (енгл. Ketchikan Mining District). Руда се појављује као масивна сулфидна тела смештена у локалном ритолитном појасу у пакету дубоко деформисаних и метаморфозираних вулканских и седиментних стијена. У последњих десет година на овом руднику раних 1900-их дошло је до значајних подземних и површинских истраживања. Недавна процена извештава о извору од 4073 на скоро површини   кг злата, 59.424   кг сребра, 14.810 метричких тона бакра и 30.474 метричке тоне цинка садржаних у 1.424.000 тона руде; и дубље закључене ресурсе од 3,919   кг злата, 55.295   кг сребра, 31,235 метричких тона бакра и 106,192 метричких тона цинка у границама од 1,893,000 метричких тона руде.[15] Планирано је даље истраживање.
- Многи значајни напори у истраживању злата широм државе допринели су укупном износу од преко 310 милиона долара утрошених на истраживање минерала на Аљасци у 2007. години.

#### Ископавање пластерарудника
Ископавање пластера наставља се широм Аљаске. Производња рудника пластера током 5 година до 2014. просечно је износила 74.360 унци злата или 8 процената укупног злата произведеног на Аљасци годишње. Све ове операције су сезонске, ниједна не запошљава више од неколико десетина људи. Многи су породичне операције са коренима који потичу из неколико генерација. Процена за 2015. за 120 радних мјеста која одговарају еквиваленту радног времена приписана рударском ископавању злата, како је извијестила Управа за сигурност и здравље рудника (енг. Mine Safety and Health Administration), је премало пријављена и сматра се минималном проценом.

## Историјски рудници злата лодера и плацера

### Југоисточна Аљаска (енгл.)

##### Округ Поркупин (енгл.)
Преко 2,500кг злата из плацера стигло је из округа Поркипајн код Хаинеса (енг.Porcupine district near Haines) . Поркипајн Крик (енгл. Porcupine Creek) око 32 км северно од Хаинеса (енгл. Haines), место је открића злата из 1898. године; поток је од данас повремено ископаван. Изван базена Поркипајна (енгл. Porcupine) само је неколико потока - Глејсиа (енг.Glacier), Нугт и Катнвуд (енгл. Nugget and Cottonwood) - произвело значајно злато. Подручје око Реид Инлета (енгл. Reid Inlet), у модерном националном парку и резервату Глациер Баи (енгл. Glacier Bay National Park and Preserve), угостило је неколико изгледних и чврстих камених злата, укључујући и рудник ЛеРој (енг.LeRoy), који је експлоатирао кварцне вене за око 10.000 унци производње злата. Округ, који обухвата Скагваи (енгл. Skagway) и Хаинес (енгл. Haines), на северу и истоку граничи са Канадом. На западу је Тихи океан, а на југу је округ Чикагоф (енгл. Chichagof) . Серија Дисцовери Цханел (енгл. Discovery Channel) Голд Руш Аласка (енгл. Gold Rush Alaska) одвија се у овом региону.

##### Округ Јуно (енгл.)
1880. године локални становник Чиф Кови (енг.Chief Kowee) открио је истражитељима Џои Џиноу (енгл. Joe Juneau) и Ричард Харису (енгл. Richard Harris) присуство злата у садашњем називу Голд Крик у Силвер Бов Бајесн (енг.Gold Creek in Silver Bow Basin) . Те године је основан град Џуно. Штрајк је изазвао јуновски налет злата, што је резултирало развојем многих рудника руда и лода, укључујући и највеће, у њихово време, руднике злата на свету: комплекс треадвелл рудних рудника на острву Доуглас (преко уског морског канала од Јунеау) и рудник АЈ-а, у самом Јунеау-у.
Преко 7 милиона унци сира злата и 2,500 kg злата од плацера пронађено је из округа Јунеау.

##### Округ Адмиралти (енгл.)
Већина злата прикупљеног из рударске четврти Адмиралти (која се састоји од острва Адмиралти) произведена је од сребра и базираних метала. Подземни рудник аласког царства извукао је злато из кварцних вена у метаморфним стенама. Откривена и заложена у 1920-има, производња око 20 000 тона златне руде од 0,25 унца по тони догодила се средином 1930-их. Подземни рудник Фунтер Баи-а произвео је око 500 хиљада тона бакар-никл-кобалтне руде, без злата, из мезозојске габро-норитне цеви. На Адмиралтију није урађен значајан рударски рад. Око 500.000 унци злата, готово све из тренутно делујућег рудника сребра из Греенс Цреек, пронађено је из округа Адмиралти.

##### Округ Чичигоф (енгл.)
Отприлике 800.000 унци злата стигло је из округа Чикагоф (енгл. Chichagof). Округ чине Чичигофа (енгл. Chichagof), Јакоби (енгл. Yakobi), Бараноф (енгл. Baranof) и мања острва. У округу постоје бројни изгледи за минобацаче и плацеве. Главна производња настала је из подземних рудника који су експлоатирали злато у кварцу.

###### Рудник Ејпекс-Ел Нидо (енгл.)
Ејпекск-Ел Нидо произвео је можда 50.000 унци злата из миље подземних обрада експлоатајући полиметалне кварцне вене.

###### Рудник Хст-Чичигоф (енгл.)
Од 1922. до 1933. Хст-Чичигоф је произвео 133.000 унци злата и 33.000 унци сребра из полиметалних кварцних жила, вреднујући готово 1 унцу злата по тони. Постоји више од миље подземних израда, достижући 610 m испод површине. Остају значајне резерве које су привукле истраживачке напоре 1980-их и 1990-их.

###### Чичигоф рудник (енгл.)
Рудник Чичигоф (енг.Chichagof) отворио се 1905. и до 1942. године дао је 660.000 унци злата и 195.000 унци сребра из кварцних вена за око 1 оз злата по тони. Било је неколико километара рада на 5 нивоа. Шест осовина достигло је највише 840 m испод нивоа мора. Између 1981. и 1988. године ископано је неколико хиљада стопа нових радова, урађене су инжењерске и еколошке студије, али пројекат је напуштен.

#### Петерсбург-Самдм округ (енгл.)
15.000 унци злата са плацера, стигло је из округа Петерсбург-Самдм (енгл. Petersburg-Sumdum) који се састоји од; Зарембо (енг.Zarembo), ЕТОЛИН (енгл. Etolin), и Врангел Острва (енг.Wrangell Islands), а копно између Јунеау и Кечиган округа. Многа мала ледена лежишта била су лоцирана крајем 1890-их и почетком 1900-их. Најзначајнији произвођач лода био је шеф Самдма, који је откривен 1889. и оперисан до исцрпљености 1903. Из две кварцне вене извлачено је 24.000 унци злата, просечно руди око 0,39 унци по тони злата и сребра. Рудник је достигао дубину од 370 m и имао је млин од десет марака. У Виндам Бају је у 1920-има обједињена гомила минералних потраживања; рудник Јенсен био је најпродуктивнији од њих, производећи око 50 унци злата. Неколико ваздушних трамваја, дугачких хиљаду стопа, повезало је различите адуте и млинове.

#### Кечиган округ (енгл.)
Отприлике 58.000 унци леденог злата и 4000 унци посипаног злата стигло је из округа Кечикан (енгл. Ketchikan), која се састоји од Дал (енгл. Dall), Острво Принца од Велса (Prince of Wales), Ревилагигедо (енг.Revillagigedo) и мањих острва, као и неких копна, у најјужнијем делу Аљаске. У округу Кечикан постоје бројни историјски рудници и изгледи за базне метале, уранијум, ретке земљане елементе, гвожђе и платинасте групе, као и злато. Главна производња злата настала је из подземних рудника експлоатације: златоносне кварцне вене у метаморфним стијенама (као што су Голд Стандард (енгл. Gold Standard), Си Левл (енг.Sea Level), Давсн (енгл. Dawson), Голден Флис (енгл. Golden Fleece) и Голдстрим мајн (енг.Goldstream mines)); скарне (у рудницима бакра и злата на полуострву Џамбо (енг.Jumbo) и Касан (енг.Kassan)); зонирани мафијашки ултрамафикантни плутони, као на руднику Салт Чук сребро-злато-бакар-ПГЕ (енг.Salt Chuck silver-gold-copper-PGE mine) ; и ВМС депозити као што је Ниблек (енгл. Niblack).
Рудник високог приноса у округу Кечикан (енгл. Ketchikan) је рудник Голдн Флис (енгл. Golden Fleece Mine), који се налази око 0,2 миље северно од северног краја језера Џејмс (енгл. James) на острву Принц од Велса, географска ширина: 55.152179, дужина: -132.056635. Рудник је био најактивнији од 1901. до 1905.

### Унутрашња Аљаска, северно од реке Иукон (енгл. Interior Alaska, north of the Yukon River)

#### Округ Чандалар (енгл.)
Округ Чандалар је подручје око горње дренаже реке Чандалар (енгл. Chandalar River), обухвата нека јужна подножја низова Брукса (енгл. Brooks Range) и простире се до гребена ланца Брукс. Откриће плацерског злата 1906. године убрзо је уследило након лоших открића. Већина потока који производе плацере исушује подручје дубоке минерализације. Округ је произвео око 48.000 унци посипног злата и 17.000 унци сира злата.

##### Литл Скво Крик (енгл.)
Литл Скво Крик (енгл. Little Squaw Creek) исушује подручје које је пресецало мноштво масних вена. Нека стана у сливу су изузетно богата. До 1916. године већина плитких плацера је играла, тако да су рудари пребацили своје интересе на рударске мине (подземне операције). Најистакнутија од њих је клупа Литл Скв, укључујући клупу Мелов. Откупљено је око 29.000 унци злата, просечно 1,0 оз / кубично двориште злата у шљунцима са шиљцима до 4,6 оз / кубично двориште. Неке појединачне махуне биле су веће од 10 унци. Године 2010, производња злата настављена је копањем лежишта на сировини Голд Рич Мајнинг Компани.

##### Литл Скво енд Мкадо лодс (енгл.)
Током 1909. до 1915. године на Литл Сквоу се догодио развој и подземно вађење злата, саграђено је неколико стотина стопа рада и неколико десетака унци злата. Оближњи рудник Мкадо уживао је сличне напоре око 1913. године. У 1960-им, 1970-им и 1980-има урађен је додатни посао. Тим каснијим напорима вероватно је враћено више од 10.000 унци злата. Значајни напори настављени су у 2006. години и у току су на истраживању плацера и лежишта Литл Скво.

#### Округ Којукук Нолн (енгл.)
Округ обухвата горњи слив реке Којукук, укључујући реке Алатну и Канути и село Битлес. Дистрикт се простире од јужног бока реке Брокс до северних Реј Мантинс (енгл. Ray Mountains) и директно је западно од округа Чандалар. Велики део округа је сада на вратима арктичког националног парк (енгл. Gates of the Arctic National Park). Злато је откривено у лежиштима плацера у округу 1901. Око 350.000 унци плацерног злата је освојено из околине, можда 85% од близу Вајзмана. Ископавање се наставља и данас у округу. Већи део округа подцртан је засићеним палеозојским стијенама, појас са раскрсницама пружа се дуж јужног подножја низова Брукса. Кредни плутони упадају у метаморфне стене у јужном делу округа. Плеистоценске ледене плоче из распона Брукса и кружни глечери у Реј Мантинсу прекрили су већи део виших висина. Глечери су сада ограничени на највише кругове у Брукс Рејнџ (енгл. Brooks Range).

##### Нолан Крик (енгл.)
Рудари су произвели 235.000 унци злата из Нолан Крика између 1904 и 1999. Део злата из посипа се вади подземним методама у смрзнутим шљунцима. Тегли од 42 троје унце, двадесета по величини на Аљасци, стигли су од Мерис Бенч из Нолан Криа. Активност рударства пластера се наставља, са резервом од 214.760 унци злата пријављеном у 2000.

##### Хамнд Рива (енгл.)
Ископавање се догодило на реци Хамнд, притоку реке Коиукук, од око 1900. до најмање 2000. Точна производња није позната, али се процењује на око 80 000 унци.
Богат, дубок канал нападнут је испод реке Хамнд 1912. године, а током наредне 4 године произведено је преко 48.000 оз злата, укључујући и кавез од 138.8 оз. (Принџл, 1921; ТИКЕЈ Бандзн, писмено саопштење, 1999) Велики део злата је груб: трећи (146 трои оз.), Четврти (139 трои оз.), 14. (61 унца трои) и 17 (55 унци троја) ) највећи златни комадићи на Аљасци пронађени су на реци Хамнд између тврдње Дискавери и Вермонт Крика на удаљености од 4 миље. Рударити је било само најбогатије тло, јер је река Хамнд била једно од најудаљенијих насеља у Северној Америци до 1975. када је завршен пројекат аутопута Далтон за пројекат Аљашки цевовод. Историјски гледано, река Хамнд један је од највећих произвођача злата у округу Коиукук. Злато је откривено на реци Хамнд, тик изнад доњег ушћа кањона, око 2 миље узводно од реке Коиукук. У раним годинама су вршени покушаји минирања савремених шљунка. На ушћу Свифт Крика направљена је крилна брана која би преусмерила реку за рударство, али бројне калдрме и мали балвани учинили су подухват неисплативим. Отприлике 500 унци извађено је ветром и лопатама у лето 1902. Касније су опортови потонули 66 стопа у подножје на месту открића како би показали присуство злата у исплативим количинама. Већина производње злата на Хамнду изашла је из дубоког канала, јер стари рудари нису били у стању да се изборе са водом и калдрмом у данашњем каналу реке.
Река Хамнд садржи резервоаре за дубоки канал, клупе и модерне токове. Велики део злата реке Хамнд је од грубе сорте лутака. У првим данима пронађено је неколико патуљака тежине од 45 до 59 оз. Године 1914. пронађен је крхотина од 138,8 оз (четврта по величини на Аљасци) у пукотини испуњеној блатом у подлози близу Голд Батм Галч (Енџинирин енд Мајнинг Журнал, 1915, стр.   1021; Т. Бандзн, лична комуникација, 1999).
1914. године, изнад броја 4, река Хамнд (Голдбатм Галч), ЏЕЈСИ Кинеј и партнери покупили су рогове из корита у вредности око 20.000 долара; један нугет, други највећи пронађени на Аљасци, вредан је 2600 долара. Остатак депоније када се слушају дао је нешто мање од вредности „брања“. (Инжињеринг и рударски часопис, 1914, стр.   1062 98  (24):. (Злато по 20,00 долара за унцу ).
Смештаји на клупи Слиско, древном закопаном каналу реке Хамнд у близини Вермнт Крика на западној страни данашње реке Хамнд, садрже измерени ресурс злата од 31,099 оз са словима до 0,3 оз / ци. Наведени ресурси на истој клупи крећу се од 50 000 до 150 000 оз. (2002). Остале клупе на реци Хамнд између Дискавери Клама и Слиско Бенча имају сличан потенцијал, али нису сагледане систематски са савременом технологијом.
Министарство унутрашњих послова САД БЛМ-Аљаска Технички извештај 50 Истраживања минерала у рударском округу Којукук, Северна Аљаска
Мадрен ЈУЕСЏИЕС Болитн 532 1913

#### Округ Хугс (енгл.)
Округ Хугс обухвата базен доње реке Коиукук (испод Канутија). Већи део подручја је мочварна низина са низином језера са које се уздижу заобљена брда до надморске висине од неколико хиљада стопа.
Рудници пластеника на Зејн Хилс он Бер Крик, притоци реке Хогтсе, највећи су извор злата из округа. Депозити пластера накупљени у близини села Хугс и Индијске планине други су значајни извор злата из округа. Округ је произвео око 245.000 унци, са траговима бакра, олова, цинка, коситра, сребра и платине

#### Округ Мелотизна (енгл.)
На северној страни реке Иукон, између река Мелотизна и Реја, већи део округа су котрљани гребени са највишим надморским висинама преко 1.500 m, где су се развијали клизави ледењаци из плеистоцена. Плацерно злато је откривено 1907, али активност је била спорадична и лоше је забележена. Отприлике 10.000 унци злата, са значајним нуспроизводима коситра, добијено је од лежишта плацера до 1960-их

### Унутрашња Аљаска, јужно од реке Иукон (енгл. Interior Alaska, south of the Yukon River)

#### Округ Каиух (енгл.)

##### Рудник Илионс Крик (енгл.)
Рудник се налази у забаченим планинама Каиух западно-централне Аљаске око 64 км јужно од села Галина (енгл. Galena) реке Јукон (енгл. Yukon River) . Рудник злата и сребра Илиноис Крик искористио је лежиште злата са шкарицама које је делом било изражено као аномалије у боји видљиве из авиона. Смештен на земљи државе Аљаска, откривен је 1980-их. У фебруару 1996. завршена је студија изводљивости, при чему се процењује да депозит садржи око 350.000 унци злата и 2.500.000 унци сребра. Изградња је почела следећег месеца, али зауставили су је зимски услови у новембру. До тада, са довршеним развојем и шест милиона више од укупно утрошеног буџета за изградњу и употребу рудника од 26 милиона долара, УСМКС, рударска компанија која је била у поседу државе Илиноис Крик, имала је заостале милионе долара по фактурама и кратким у готовини. Ново финансирање омогућило је да се градња настави 1997. године; рудник је прво злато излио у јуну 1997. године. Компанија је 1998. године ушла у стечај. 1999. године држава Аљаска преузела је контролу над рудником. Договор о враћању рудника између државе и новопримереног рударског добављача резултирао је рекултивацијом и затварањем рудника до 2005. године. Успостављена је веза која ће обезбедити праћење животне средине током 30 година.

#### Округ Руби-Порман (енгл.)
Округ Руби-Порман (енгл. Ruby-Poorman District) налази се јужно од реке Иукон. Округ је произвео готово пола милиона унци злата, а све из рудничких мостова. Највећа златна златица икад пронађена на Аљасци (294,1 трои оз) пронађена је из Свифт Крика 1998. године. Дресови су углавном дубоко укопани, а већина их је првобитно била обрађена осовинама и шљамама. Десетине потока у округу су миниране, а много више носи злато. Каситерит, платина, шелит, аланит и нативни бизмут сакупљени су заједно са златом из рудника руда у округу.

#### Округ Хот Спринг (енгл.)
Овај округ, који је произвео око 576.000 унци, укључује руднике на месту Манлеј и Јурика.

#### Округ Рампарт (енгл.)
Скоро 200.000 унци злата било је пронађено из рудника у округу

#### Округ Саркл (енгл.)
Преко милион унци злата прикупљено је из лежишта у округу Саркл. Висине са хиљадама стопа генерално благог рељефа подложене су сложеним метаморфним тераном које простире широк спектар магнетских стена. Познато је много појава злата, али нису идентификовани златоносни слојеви. Ископавање пластера пријављено је сваке године од 1894.

#### Игл округ (енгл.)
Овај мали кварт обухвата село Игл на реци Иукон и граничи се са Канадом. Отприлике 50.000 унци злата, све из лежишта плацева, пронађено је из округа откако је злато откривено 1895. године у америчком Крику и реци Севенти-Мајл

#### Округ Толвана-Лајвнгуд (енгл.)
Лајвенгуд (енг.Livengood) је око 80 км северозападно од Фербанкс (енгл. Fairbanks) на аутопуту Далтон (енгл. Dalton Highway) . У јулу 1914. године Џеј Лајвнгуд (енг.Jay Livengood) и НИАР Худсон (енгл. N.R. Hudson) открили су злато на Лајвнгуд Крику. Стотине људи стигло је у округ следеће зиме. Пошта је постојала у Лајвнгуду од 1915. до 1957. У Лајвнгуду данас живи свега неколико десетина, а неки тек сезонски. У округу су минирани разни потоци. Познате су многе појаве златних леда и истраживање се наставља на отвореним лежиштима јама. Преко 500.000 унци злата прикупљено је од плацева у округу.
Рани развој и производња били су из релативно плитких плата у притокама Лајвнгуд Крика. До 1939. године дефинисане су велике, дубоко укопане (80 до 110 стопа) одмрзавајуће наслаге са клупама на северозападној граници долине Лајвнгуд Крик. Дужина је варирала од 100 до 300 m широка и била је најмање 9,7 km дуго. Резерве злата веће од милион унци дефинисане су бушењем пре 1940. Багер је радио у близини града Ливенгоод 1940, 1946. и вероватно друге године.
Аљаска, 12. највећа (73 унца од троја) и 16 највећа (56 унци троја) наге су пронађени у округу, на Дом Крик.

#### Округ Фербенкс (енгл.)
Ископавање пластера почело је близу Фербанкса у јулу 1902, након што је Фелик Педро (енгл. Felix Pedro) (право име Фелис Педрони (енгл. Felice Pedroni), италијански имигрант и Том Гилморе (енгл. Tom Gilmore), открио злато на брдима северно од реке Танане и Чене 1901. Дистрикт је био и главни је произвођач злата и из лежишта и уложних лежишта: плацери су произвели више од 8 милиона трио унци (250 тона) злата, а ледени су дали преко 4 милиона унци.

#### Округ Гудпастер (енгл.)
Само неколико хиљада унци злата из рудника смештаја и неколико стотина унци из рудника злата произведено је из округа Гудпастер пре открића Пога. Округ је источно од Фербенкса и јужно од округа Саркл.

##### Рудник Пого (енгл.)
Рудник Пого налази се на обронку изнад реке Гудпастер (енг.Goodpaster River), око 137 км југоисточно од Фербенкса, Аљаска. Депозит су открили 1995. године компанија Сумитомо Метл Мајнинг Корпорејшн (енгл. Sumitomo Metal Mining) и Сумитомо Корпорејшн (енгл. Sumitomo Corporation) на земљишту у власништву државе Аљаске. Приватна 79 км макадамски приступни пут и далековод повезују рудник са аутопутем Ричардсон (енгл. Richardson Highway) у близини Делта Џанкшон-а (енгл. Delta Junction). Рудник је подземна операција која користи две велике (неколико метара дебљине) и висококвалитетне кварцне вене које носе злато. Отприлике половина јаловине је враћена у земљу, а остатак је смештен у постројењу за сухе хрпе на површини. Рудник је развио и првобитно управљао Тек Коминко (енгл. Teck Cominco). Сумитомо Метл Мајнингг (неоперативни партнер и сувласник лежишта Пого од открића) купио је Теков удео у руднику 2009. године. Сумитомо је рудник 2018. године продао Нортерн Стар Ризурсу. Рудник је дозвољен 2003. године, а прва шипка златне руде изливена је 12. фебруара 2006. године. У руднику је у 2018. години било запослено 340 радника компаније и више од 200 уговорних радника. Рудник је проценио назначене и закључене минералне сировине од 4,15 милиона унци злата, са разином од 14,7 г / т ( ЏЕЈОАРСИ ).

#### Округ Фортимајл (енгл.)
Откривање злата из 1886. године у Франклиновом бару на реци Фортимајл дотакло је први златни налет унутрашњости Аљаске. Рударски бум започео је вал насељавања који је заувек променио место, не само због његових нових становника, већ и од Атабасканских (енгл. Athabascan) Индијанаца који су окупирали овај регион много пре њих. Рудари који су истраживали скоро сваки поток у региону на крају су извукли више од пола милиона унци злата из Фортимајла, укључујући и 56,8-метарски унци, 15-ак по величини на Аљасци. Извештаји о гладовању и безакону међу рударима резултирали су да је војска послала трупе у подручје Игл да би обезбедила спровођење закона 1899. године. Војници су убрзо започели с радом на стази од Валдиза до Игл-а.
Злато је први пут откривено у одводњи Чикен Крику 1896. године, 10 година након открића злата на реци Фортимајл. ФЕЈ Компанија, подружница америчке компаније Смелтин Рфајнин енд Мајнинг Ко, прикупила је већину потраживања током 1940-их и копала 3,2 km потока од 1959. до 1967. Од тада је на потоку минирано неколико породичних операција. Процењује се да је преко 100.000 унци злата произведено из дренаже Чикн Крик.
Почетак краја Фортмајл Голд Раша догодио се у августу 1896. године, када је Џорџ Кармак (енгл. George Carmack) известио о првом удару злата дуж реке Клондајк у Канади. У року од неколико година некад процват градови у регији Фортмајл били су напуштени и заборављени. Неки од оригиналних рудара Фортмајла вратили су се у подручје након што је Клондајк Голд Раш прошао. Од 1887. до 1890. подручје Горњег Јукона било је најбогатије и најпродуктивније рударско подручје у региону. Током ове три године, то подручје је произвело 1.200.000 унци злата, што представља 5 процената укупне производње злата на Аљасци.

#### Округ Чисана-Вајт Ривр (енгл.)
Производња злата из ове области балансирана је између 78.000 унци плацера и 66.000 унци сира злата. Директно јужно од Фортмајл округу, Чисана област обухвата извориште у Набесна и Вајт реке, и притоке реке Танана ; обухвата делове планина Врангл и Аласка Ренџ . Потешкоће са локацијом, недостатак воде и мала величина лежишта ограничене активности плацера. Подземни рудник Набесне произвео је руду злата-бакра и сребра између 1930. и Другог светског рата.

#### Округ Кантишна (енгл.)
Кантишна Рудник Злата започела је убрзо након што је "Номе Нуггет" 9. септембра 1903. године одштампао наслов „ФАУНД ХАЈ ГРЕЈД ГОЛД“. Смештен на северним рубовима Деналија (град МцКинлеи ), Дистрикт је био тешко место за рудник. Ипак, на овом подручју пронађени су неки од највећих златних рудника који су пронађени на Аљасци, укључујући девету највећу (92 трои унци). 92.000 унци послате злата и 8000 унци злата из рудника лодеа стигло је из округа. Данас се округ налази у националном парку и резервату Денали .

### Југозападна Аљаска (енгл.)

#### Коскоквим Голд Белт (енгл.)
Златни појас Кускоквим (КЕЈЏИБИ, такође познат као минерални појас Кускоквим) је широки лабави геолошки и географски одређени део земље који се креће око 480 км преко југозападне Аљаске. Лежи северозападно од распона Аљаске и приближно је усредсређен на слив реке Каскоквим. Геолошки њиме доминира флиш седимената из групе Кускоквим из Креде и разне магматске стијене. Такође укључује разне егзотичне терене. Године 1913. Алфред Х. Брукс описао га је као "мање или више сломљен појас златних стијена који се протеже североисточно од залива Гудњус Беј паралелно са доњим током Кускоквима према округу Идитарод Дистрикт, и низ потока који пролазе кроз то. појас носи аутентичне шљунке. "  КЕЈЏИБИ лежи углавном у југозападном делу провинције Тинтина Голд или „Златном луку“, који лежи отприлике између система раседа Денали-Фарвл и Калтаг-Тинтина и лукова горе од југозападне Аљаске, преко централне Аљаске, и доле преко територије Иукон до Бритиш Колумбиа.
КЕЈЏИБИ укључује све или делове историјског рударског округа Анијак / Тулуксак, Анвик, Бетел, Гудњус Беј, Идитарод - Флат, Аноко, Маршал, Макграт, Руби и Толстој, као и новоотворена подручја богата златом. Из појаса је пронађено преко 3,2 милиона унци злата.
Први минерална откриће од стране Руса у Аљасци (а цинабар - Антимонит депозит) се догодио у округу Аниак 1838. године. Златно плаће пронађено је 1901. године на притоцима реке Кускоквим у округу Аниак.

#### Округ Маршал-Анвик (енгл.)
Округа Маршали Анвик произвеле су око 3,900 kg и мање количине платине, углавном из Вилсон Крика. Округ има Берингово море на западу, реку Јукон на југу и округа Идитарод и Каиух на истоку.

#### Аниак (енгл.)
Око 220.000 унци злата произведено, углавном из реке Тијалуксук (где се налази град Најц) и базена Крокед Крика, а мања производња из Ватамјуса и других потока разбацаних по кварту. Рударство се наставља тренутно, али резерве нису познате. Синаба ( живин сулфид ) јавља се у многим рудницима на селу у овом округу, а најистакнутије у Синаба Крику.

##### Донлин Крик (енгл. Donlin Creek) (фаза изводљивости)
Ископавање пластера почело је на клупама и притоцима на источној страни Крокед Крика и његовог притока Донлин Крик 1910; породична операција минирања плацера наставља се и данас. Гранитички насипи ројеви који секу шкриљевце и пешчане камене стене Кускоквим групе на брдима источно од горњег Крокед Крика су геолози УСГС-а препознали 1915. године као вероватни извор злата за посипање.
Седамдесетих година 20. века Калиста Корпорејшн, Аласка Натив Корпорејшн, као део гранта за земљиште у оквиру АНСЦА одабрала је земљу источно од Крокед Крика, на основу својих минералних потенцијала. 1986. године започело је модерно истраживање круна Донлин са напорима ВестГолда, који су напуштени после две године, не због недостатка злата, већ због ватросталне (технички тешко извлачне из стене) природе злата. ПласрДом је потписао закуп са Калистом и започео истраживање у Донлину 1995. године. Тај напор се наставља и данас, прелазећи на партнерство Барик Голд и НоваГолд Ризоурс 50:50, у сарадњи са власником земље Калиста. Преко 150 милиона долара потрошено је на студије истраживања, инжењерства и заштите животне средине.
Ако се на крају експлоатише, рудник ће бити отворена јама широка неколико километара. Најновије процене (април 2009) наводе да Донлин садржи 29,3 милиона унци доказаних и вјероватних резерви злата (израчунато по цени злата од 750 долара) и додатних 10 милиона унци ресурса злата. Злато се налази у кристалној решетци арсенопирита повезаног са другим металним сулфидима у венама, венама и дисеминацијама углавном у фекалним насипима, али и у мање уобичајеним измењеним мафијашким насипима и у седиментима.

#### Округ Адитарод (енгл.)
Округ Адитарод налази се између доњег дела реке Иукон и Кускоквим: округ Аниак га смешта на југ. Златни налет уследио је након открића злата у Отр Крику 1909. Преко 1,5 милиона унци посипаног злата и неколико хиљада унци сировог злата пронађено је са подручја Адитарод, што га чини једним од важнијих округа за вађење злата на Аљасци. Велики део терена за производњу злата у округу консолидовао је конзорцијум Морган- Гугнхајм .

##### Округ Толстој (енгл.)
Одводни базен Толстој Крика, притока Дишне који тече на северу, отприлике дефинише округ. Округ лежи између округа Адитарод и Иноко. Плацерско злато и платина откривени су лебдјењем у смрзнутим шљунцима дубоким 35 стопа на Боб Крику у зими 1915-1916. Следеће зиме у округу се десио златни налет. Историјска производња злата од 11.000 унци, као и неке нуспродукте платине, забележена је за округ.

#### Округ Аноко (енгл.)
Округ Аниак лежи на југу, округ Толстој на западу. Скоро 3/4 милиона унци плацерског злата је освојено из реке Иноко и њених притока у округу. Такође је забележена производња Лод злата од 150 унци. Срипл, Колорадо, Ианке, Гејмс, Опир и Литл Крикс имали су истакнуте мине рудника: трећина округа произвела је из Ганес Крикка. Порфритне наметљиве стене које носе злато поред места Ганес Крик и Колоардо Крика по саставу и старости сличне су роју насипа на Донлин Крику од 29 милиона унци.

##### Гејнс Крик (енгл.)
Некретнина се налази отприлике 40   км западно од МцГратх-а и 440   км северозападно од Анкриџ. Гејнс је познат по производњи спектакуларних златних златица, укључујући пету (122 трои унци) и 13. највећу (62,5 трои унци) на Аљасци. Присуство кварца величине калдрме са сулфидном кутијом и грубим златом сугерише да је посадно злато примарно, потиче из извора. Историјски подаци о продукцији из Гејнс Крика прелазе 250 000 оз. злато; додатни процењени ресурс од 736.000 оз. постељног злата постоји на патентираним патентним захтевима.

#### Округ ЕмсиГратх-ЕмсиКинли (енгл.)
Скоро 200.000 унци сира злата и преко 130.000 унци плацерног злата стигло је из округа. Округ лежи на североисточној страни округа Аниак.

##### Рудник Никсон Фок (енгл. The Nixon Fork mine) (операција обустављена)
Рудник Никсон Фрк је подземни рудник злата и бакра који се налази 51 км североисточно од Макграт, Аљаска. Плакетарно злато откривено је у близини 1917. године, у току је рударство у року од 1918. године, а повремено се наставило до 1964. године. Руда се састоји од изданака масивних сулфида и завичајног злата који су пронађени са мрежицама дуж контакта седиментних стена и залиха кварцног монзонита Мајстер Крик. Рудник је поново отворен за истраживање, дозволио га је и развио Невада Голдфиелдс, Инц. 1995. године и радио до 1999. године. У 2005. настављен је развој ресурса и истраживања. Производња злата догодила се 2006. и 2007. године, производња је тренутно обустављена. Производња је износила 187.000 унци злата, 2.190.000 фунти бакра и најмање 11.000 унци сребра. Два мала рудна тела имају доказане и вероватне резерве од око 126.400 тона, садржећи 133.730 унци злата. За додатних 116.000 тона постојећих репних млинова наводи се да садрже 30.200 унци злата.

#### Округ Гудњус Беј (енгл.)
Округ је на крајњој југозападној Аљасци и граничи са Беринговим морем. Око 600.000 унци платине (плус нешто иридијума, осмијума, рутенијума, паладија и ренијума ) и 27.000 унци злата освојено је из лежишта у рекама Салмон од 1934. до 1976. године. Постојеће резерве су непознате, али су предмет сталних истраживања. Чини се да су извори платинастих група у ултрамафичким стијенама Црвена планина и Сузи. Опсежним геохемијским и геофизичким истраживањима током последњих неколико година утврђена су подручја са чак 0,1 унцу по тони платине у тлима, али није приказана ниједна резерва.

### Полуострво Севард
Геодети који су припадали експедицији грофа Бендлибен а из 1865. године истражујући пут преко Сибира, Беринговог мора и Аљаске путем комуникацијског кабла извештавали су о злату у области Фиш Ривер на полуострву Севард. Али тек су штрајкови злата од 1898. године око 1500 долара за Енвил Крик дошли у регион.

#### Округ Номе (Кејп Ном)
Лежаљке златног плашта на Енвил Крику и на реци Змија, неколико миља од будућег места Ноуме, открили су 1898. године Јафет Линдеберг, Ерик Линдблом и Јохн Бринтесон, "Три срећна Швеђана". Извештај о штрајку изазвао је велику златну налет Номе у пролеће 1899. Преко 3,6 милиона унци злата пронађено је из округа Номе, а готово све из лежишта. Рудник Рок Крик, у власништву корпорације Беринг Страитс Нативе, конструисан је 2007. године од стране НоваГолд Ризус. Рудник је почео да производи злато у септембру 2008. године, али је трајно престао у новембру 2008. године због потешкоћа у кругу дробљења и млевења руде. Сада је у режиму затварања и рекламације.

#### Савет-Соломонски округ (енгл.)
Извештава се да је више од милион унци злата пронађено из округа.

#### Округ Ферхевн Инмејчак (енгл. Nome(Cape Nome) district)
Округ Ферхевн Инмејчак налази се северно од Соломонског округа и протеже се северно до Котзебе Соунда из Чукчијевог мора. Округ (укључујући Цандле) произвео је око 600.000 унци злата са мањим количинама хрома, бакра, олова, платине, бизмута, волфрама, живе, молибдена, сребра и реткоземних елемената .

#### Коугарок округ (енгл.)
Округ је централни део полуострва Севард, који се улива у слив Имрука. Злато је откривено 1900. године, а производња из рудничких рудника траје до данас. Из округа Коугарок је пронађено 177.000 унци злата.

#### Коик округ (енгл.)
84.000 унци посипног злата стигло је из округа, југоисточног дела полуострва Севард. Главни произвођачи су били; река Унгалик и њен приток, Бонанза Крик, који је произвео значајан нуспроизвод од коситра, и Диме Крик, који је такође произвео значајну платину. Дистрикт обухвата сливове у Коик, Инглуталик, Унгалик, и СХАКТООЛИК Риврс, све одвод у североисточном Нортон Саунд .

#### Округ Порт Кларнс (енгл.)
Главно је лимено подручје, најзападније полуострво Севард, пронађено је 42.000 унци плацерског злата, што је већи део нуспроизвода ископавања кала.

### Јужна средња Аљаска (енгл.)

#### Резерекшн Крик (енгл.)
Резерекшн Крик (енгл. Resurrection Creek) био је место првог златног налета на Аљасци крајем 1890-их, и ископавање плацера се наставља и данас. Водостај Резерекшн Крик одводи 420 км на северној страни полуострва Кенаи и заједница наде, Аљаска, налази се на ушћу Ускрснућа потока. Чарлс Миллер пронашао је први захтев за васкрсењем поток; а онда га је изнајмио другима на посао. До 1893. године, десетак рудара радило је о захтевима за васкрсењем. Године 1894. установљено је више захтева за васкрсењем.

#### Валдз Крик (енгл.)
Злато је откривено у близини Валдз Крикаа 15. августа 1903. Валдз Крик, притока реке Суситна, смештен је на централној Аљасци североисточно од километраже 81 на аутопуту Денали . Њушкало величине 52 троје (Аљаска, 18-то највеће) стигло је из Лаки Гулч, притока ВалдзКрика. Рудник Валдз Крик из Камбиор опорављао је преко 75.000 унци злата годишње, што га је учинило највећом операцијом у Сјеверној Америци 1992. године. Произведено је 459.162 унце злата од 1984. до 1995. године. Значајне резерве остају узводно од активног копа. Рудник је затворен, а место је поново прикупљено, али у близини остају остала ситна лежишта и лежишта.

#### Минерални појас Чулитна-Јентна (енгл.)
Минерални појас Чулитна-Јента пружа се североисточно на 160 км или више дуж јужног бока западно-централног распона Аљаске. Појас дели тектонске или композиционе карактеристике упоредиве са неким познатим минералним појасевима западне Кордилере, укључујући и златни појас Јуау.

#### Округ Чулитна (енгл.)

##### Рудник Златне зоне (енгл.)
Рудник Златне зоне ( Бакар, злато, сребро, арсен, цинк ). Тело налик на цеви произвело је 1.581 унцу злата, 8.617 унци сребра и 21 тона бакра. Недавни рад означава резерве лежишта Пајпе, Банкхауса и Копер Кинг као 13,3 милиона тона, оцењујући 0,095 унци по тони злата.

#### Округ Јентна Кеш-Крик (енгл.)
Злато је откривено у округу Јентнаа (такође познатој и кварт Кеш Крик) горње долине Суситна 1898. године, а убрзо је уследило са улогом. Ископавање пласера пријављено је у дренажи Кеш Крика на Холандским брдима до 1906. године. На холандским брдима минирана су квартарна глациофлувијална лежишта, алувијална лежишта и терцијарне конгломератне јединице белог кварца-брече. Око 200.000 унци (6.2 тона) злата произведено је из ових лежишта

#### Рударски округ Вилов Крик (енгл.)
Злато је прво пријављено у ономе што ће постати Роберт Хачер (рудник округа Виллов Крик) (такође познат као рудник независности / рудник Хачер Пес ). Хачер је у септембру 1906. открио и уложио први захтев за злато у долини Вилов Крик. Кроз 2006. округ је произвео 667 хиљада унци тврдог каменог злата и 60 хиљада унци посипног злата.

### Северозападна Аљаска (енгл.)
Дренажни базени који се празнију у Котезбуе Саунд Беринговог мора, укључујући реку Ноатак и Кобук, одређују округе Киана, Шанганк, Ноатак и Селавик. Округ Ноатак сада је у саставу Националног резервата Ноатак, само је ситна производња злата забиљежена из неких притока у близини врха Ноатака. Округ Селавик има један поток где је злато произведено двјема операцијама током десет година током 1950-их и 1960-их.

#### Река Кобук (енгл.)
Године 1898. на више притока реке Кобук откривено је плацер и лоде злато. Овај златни штрајк (који је према неким рачунима био лажан) привукао је готово 2000 људи на Аљаску, мада је само 800 заправо остало да нађе злато. Иако се рударство и даље одвија на овом подручју, мало је злата откривено.

#### Округ Кајана (енгл.)
Плакетарно злато откривено је на Клери Крику 1909. Скоро сво злато, преко 40.000 унци, са овог подручја је дошло из притока реке Веверице. Рударство је на овом подручју готово непрекидно од открића. Нефрит жад се такође појављује у овој области

#### Округ Шанганк (енгл.)
Свих 15.000 унци искупљеног злата потицало је из потока који исушују брда Космос, ниски распон дуж долине Кобук. Злато је откривено у Дахл Крику 1898. године, који је био главни произвођач. Бакар, хром, кадмијум и сребро су такође добијени златом.

## Рекреативно вађење злата на Аљасци
Рекреативни рударство, односно мањег обима проспекција и рударство коришћењем златних тигање, слуицебокес, рокери, усисних багера и метал детекторе, ужива оживљавање Аљасци.
Постоји много комерцијалних подухвата који наплаћују накнаде рударима рекреације који се налазе на историјски богатом земљишту, неки су доступни на путу, многи су на удаљеним локацијама, већина нуди смештај и комплетан пакет услуга. Неке државне и савезне земље на Аљасци отворене су за рекреацијско копање са посебним прописима. Популарна подручја укључују; подручја Националне шуме Чугак, подручја у оквиру државних паркова Аљаске, као што су Државни парк Чугак (енгл. Chugach National Forest), Државни паркови Кенаи и Национални историјски парк Мине Мине, и дуж аутопута Далтон .
Подручје јавне употребе Хачер Пес(енгл. Hatcher Pass) налази се око петнаест миља северно од Палмера на реци Литл Сусита (енг.Little Susitna River) . Подручје је отворено за различите рекреативне активности, укључујући и рекреацијско минирање. Информативни лист садржи детаље о рекреацијском минирању унутар подручја јавне употребе Хачер Пес(енгл. Hatcher Pass).
У близини Фербанкс (енгл. Fairbanks), као Педро Крик (енгл. Pedro Creek) простора (око 15 км северно од Фербанкса и месту првобитног Фербанкс злато отварање Феликс Педро (енгл. Felix Pedro) у 1902) и Нома-крик област у Беле Планине национална рекреативној области (око 60 км северно од Фэрбенкса). Производња злата у Номе крик је почела 1900. године, а уследила је златна грозница.
Рекреацијско рударско подручје у држави Петерсвиле (енгл. Petersville State)